# Šlovrenc
Šlovrenc je naselje v Občini Brda.